# Лінься
Лінься (кит. спр. 临夏市, піньїнь: Línxià Shì) — місто-повіт в північнокитайській провінції Ганьсу, адміністративний центр Лінься-Хуейської автономної префектури.

## Географія
Лінься розташовується на півдні провінції у межах Лесового плато.

### Клімат
Місто знаходиться у зоні, котра характеризується вологим континентальним кліматом з теплим літом. Найтепліший місяць — липень із середньою температурою 18.6 °C (64 °F). Найхолодніший місяць — січень, із середньою температурою -6.3 °С.
| Клімат Лінься           | Клімат Лінься | Клімат Лінься | Клімат Лінься | Клімат Лінься | Клімат Лінься | Клімат Лінься | Клімат Лінься | Клімат Лінься | Клімат Лінься | Клімат Лінься | Клімат Лінься | Клімат Лінься | Клімат Лінься |
| Показник                | Січ.          | Лют.          | Бер.          | Квіт.         | Трав.         | Черв.         | Лип.          | Серп.         | Вер.          | Жовт.         | Лист.         | Груд.         | Рік           |
| Середній максимум, °C   | 1,7           | 4,9           | 10,2          | 16,7          | 20,7          | 23,5          | 25,8          | 24,8          | 19,9          | 14,4          | 8,7           | 3,2           | 14,5          |
| Середня температура, °C | −6,3          | −2,5          | 3,1           | 9,2           | 13,6          | 16,6          | 18,6          | 17,8          | 13,4          | 7,5           | 1,1           | −4,6          | 7,3           |
| Середній мінімум, °C    | −12           | −8            | −2,2          | 3             | 7,3           | 10,4          | 12,6          | 12,3          | 8,8           | 2,8           | −3,8          | −10           | 1,8           |
| Норма опадів, мм        | 3.6           | 5.3           | 16.8          | 32.4          | 61            | 72.1          | 92.8          | 101.2         | 72.2          | 37.7          | 4.1           | 2             | 501.2         |
| Вологість повітря, %    | 59            | 57            | 59            | 57            | 63            | 70            | 74            | 75            | 79            | 78            | 69            | 63            | 67            |
| ----------------------- | ------------- | ------------- | ------------- | ------------- | ------------- | ------------- | ------------- | ------------- | ------------- | ------------- | ------------- | ------------- | ------------- |
| Джерело: data.cma.cn    |               |               |               |               |               |               |               |               |               |               |               |               |               |